# Alfred John North
Alfred John North (Melbourne, 11 de Junho de 1855 – Sydney, 6 de Maio de 1917 em ) foi um ornitologista australiano e assistente de ornitologia no Australian Museum em Sydney (1891-1917). É o autor de duas importantes obras: List of the Insectiverous Birds of New South Wales (1897) e Descriptive Catalogue of the Nests and Eggs of Birds Found Breeding in Australia and Tasmania (1889).
Descreveu um importante número de espécies de aves pela primeira vez publicando o resultado das suas descobertas na revista Victorian Naturalist editada pelo Field Naturalist's Club of Victoria do qual foi membro fundador.